# Gjellerupia papuana
Gjellerupia papuana là một loài thực vật có hoa trong họ Opiliaceae. Loài này được Lauterb. mô tả khoa học đầu tiên năm 1912.